# Episodi di Annie Oakley (seconda stagione)
La seconda stagione della serie televisiva Annie Oakley è stata trasmessa in anteprima negli Stati Uniti d'America in syndication tra il 10 luglio 1954 e il 22 maggio 1955.
| nº | Titolo originale              | Titolo italiano | Prima TV USA     | Prima TV Italia |
| -- | ----------------------------- | --------------- | ---------------- | --------------- |
| 1  | Alias Annie Oakley            |                 | 10 luglio 1954   |                 |
| 2  | The Tomboy                    |                 | 17 luglio 1954   |                 |
| 3  | The Runaways                  |                 | 24 luglio 1954   |                 |
| 4  | Annie and the Six o' Spades   |                 | 31 luglio 1954   |                 |
| 5  | Escape from Diablo            |                 | 7 agosto 1954    |                 |
| 6  | The Iron Smoke-Wagon          |                 | 14 agosto 1954   |                 |
| 7  | Annie and the Chinese Puzzle  |                 | 13 febbraio 1955 |                 |
| 8  | Annie Breaks an Alibi         |                 | 27 febbraio 1955 |                 |
| 9  | Trigger Twins                 |                 | 6 marzo 1955     |                 |
| 10 | Diablo Doctor                 |                 | 13 marzo 1955    |                 |
| 11 | Dead Man's Bluff              |                 | 20 marzo 1955    |                 |
| 12 | Annie and the Junior Pioneers |                 | 27 marzo 1955    |                 |
| 13 | Hard Luck Ranch               |                 | 3 aprile 1955    |                 |
| 14 | Thunder Hill                  |                 | 10 aprile 1955   |                 |
| 15 | Sure Shot Annie               |                 | 17 aprile 1955   |                 |
| 16 | Annie and the Widow's Might   |                 | 24 aprile 1956   |                 |
| 17 | Trouble Shooter               |                 | 1º maggio 1955   |                 |
| 18 | Annie Takes a Chance          |                 | 8 maggio 1955    |                 |
| 19 | Annie and the Higher Court    |                 | 15 maggio 1955   |                 |
| 20 | Powder Rock Stampede          |                 | 22 maggio 1955   |                 |